# Scott Joseph Kelly
Scott Joseph Kelly (Orange, 21 febbraio 1964) è un ex astronauta e ufficiale statunitense.
È il fratello gemello di Mark Kelly, anch'egli astronauta NASA.
Ha conseguito il bachelor in ingegneria elettrica presso l'Accademia statunitense della Marina Mercantile nel 1987 e un master in sistemi aeronautici nell'Università del Tennessee nel 1996.

## Carriera militare
Nel luglio 1989 è stato assegnato alla Fighter Squadron 101 in Virginia per l'addestramento sugli aerei F-14 Tomcat. Dopo il completamento dell'addestramento, è stato assegnato alla Fighter Squadron 143 dove ha partecipato ad operazioni nell'Atlantico settentrionale, nel Mar Mediterraneo, nel Mar Rosso e nel Golfo Persico a bordo della portaerei USS Dwight D. Eisenhower.
Nel gennaio 1993 è stato selezionato alla U.S. Naval Test Pilot School dove ha completato l'addestramento nel giugno 1994. In seguito ha lavorato come pilota di test nello Strike Aircraft Test Squadron e nel Naval Air Warfare Center nel Maryland, volando con gli F-14A/B/D, F/A-18A/B/C/D e KC-130 F. Kelly è stato uno dei primi piloti a volare con un F-14 dotato di sistemi sperimentali di controllo di volo digitali ed ha effettuato vari test.
In totale ha volato su più di 30 diversi velivoli.

## Carriera NASA
Nell'aprile 1996 è stato selezionato dalla NASA e nell'agosto dello stesso anno ha iniziato l'addestramento al Johnson Space Center. Dopo il completamento, ha iniziato a lavorare nell'Astronaut Office Spacecraft Systems con compiti tecnici. Ha pilotato lo Space Shuttle durante la missione STS-103, e successivamente ha lavorato come direttore delle operazioni della NASA a Città delle Stelle, in Russia. Ha fatto parte dell'equipaggio di riserva per l'Expedition 5. Kelly ha partecipato alla missione STS-118 come comandante.
Ha partecipato, inoltre, all'esperimento NEEMO 8.
Nel 2010 è tornato nello spazio con una capsula Sojuz con la missione Sojuz TMA-01M, con la quale è giunto sulla Stazione spaziale internazionale, facendo parte dell'Expedition 25 e successivamente dell'Expedition 26 nella quale ha avuto il ruolo di comandante.
Nel 2012 Scott Joseph Kelly è stato designato per la missione della durata di un anno nella Stazione spaziale internazionale assieme al cosmonauta russo Michail Kornienko, con partenza prevista per il 27 marzo 2015. Scott è stato prescelto perché avendo un gemello, anch'egli astronauta, potranno essere studiati gli effetti della permanenza nello spazio sul corpo umano, soprattutto delle radiazioni a livello genetico, confrontando i parametri biologici di Scott a fine missione con quelli del fratello rimasto sulla terra.
Il 16 ottobre 2015 ha battuto il record di permanenza nello spazio per un astronauta statunitense superando il collega Michael Fincke con 382 giorni passati al di fuori dell'atmosfera terrestre. Il 29 ottobre ha superato un altro record: quello del maggior numero di giorni consecutivi nello spazio. Da quando è partito dal Cosmodromo di Bajkonur nel marzo 2015 ha infatti superato i 215 giorni consecutivi a bordo della Stazione Spaziale Internazionale; il precedente record era detenuto da Michael López-Alegría.
Il 28 ottobre è uscito dall'airlock della Stazione spaziale internazionale per la sua prima passeggiata spaziale della carriera insieme a Kjell Lindgren. L'attività è durata 7 ore e 16 minuti.
È atterrato nelle steppe del Kazakhistan il 1º marzo 2016 (ora di Houston) in una capsula Soyuz.